# Troels Malling Thaarup
Troels Malling Thaarup (* 23. Mai 1972 in Vestbjerg, Nordjütland) ist ein dänischer Schauspieler.

## Leben
Troels Malling Thaarup wuchs in Nordjütland auf. Er besuchte bis zum Jahr 2000 die Staatliche Theaterschule in Kopenhagen, wo er seine Schauspielausbildung absolvierte.
Seit 2001 wirkte er bislang in mehr als 30 dänischen Filmen und in Fernsehserien mit. Zudem ist er auch am Theater tätig, so unter anderem am Nørrebro-Theater oder am Aalborg-Theater, wo er auch sein Bühnendebüt hatte.
Er lebt in Kopenhagen.

## Filmografie
- 2001: Olsenbande Junior (Olsen-banden Junior)
- 2007: Der ingen ende på Vejle
- 2007: Flemmings Helte
- 2008: Blå mænd
- 2010: Parterapi
- 2011: Klassefesten
- 2012: Jul i Kommunen
- 2012: Kommissarin Lund – Das Verbrechen (Forbrydelsen, Fernsehserie, 1 Folge)
- 2014: 1864 (Fernsehserie, 4 Folgen)
- 2016: Swinger
- 2022: Fuhlendorff og de skøre riddere